# Abraham Bzowski
Abraham Bzowski ou Bzovius, né en 1567 à Proszowice, et mort le 31 janvier 1637 à Rome, est un dominicain et historien polonais.

## Biographie
Abraham Bzowski naquit à Proszowice, en 1567. Avant pris l’habit religieux en Pologne, il fut envoyé par ses supérieurs en Italie, où il professa la philosophie et la théologie. De retour dans sa patrie, il devint prieur des dominicains à Cracovie.
Il se rendit cependant de nouveau en Italie, et s’établit à Rome, où il fut chargé de la continuation des Annales de Baronius. Il en composa neuf volumes (13 à 21), imprimés à Cologne de 1616 à 1630, et Rome, 1672. Il resta fidèle aux principes de son prédécesseur. Les jésuites et les cordeliers se plaignirent de son dévouement exclusif aux dominicains, et l’électeur de Bavière lui fit intenter un procès pour avoir mal parlé de l’empereur Louis IV de Bavière. Plusieurs volumes in-4° et in-fol. furent publiés par les plus habiles écrivains de Bavière, pour défendre l’empereur Louis. Bzowski fut contraint de se rétracter publiquement. Cette rétractation fut imprimée à Ingolstadt en 1628, in-8°. Logé pendant quelque temps au Vatican, il se retira ensuite dans un monastère de son ordre, parce qu’en son absence, des voleurs s’étaient introduits chez lui, et avaient tué son domestique. Il mourut le 31 janvier 1637.

## Œuvres
Les autres ouvrages de Bzowski sont :
- Historia ecclesiastica ex Baronii Annalibus historiis excerpta, Cologne, 1617, 3 tomes in-fol. ;
- Quadraginta Sermones super canticum Salve Regina, Venise, 1598 ;
- trois recueils de sermons sous le titre de Sacrum Pancarpium, Venise, 1611 ;
- De Rebus gestis summorum pontificum, Cologne, 1619 et 1622, in-4°, en italien ; c’est une nouvelle édition de Platina, avec les vies de Paul V et de Grégoire XV, par Bzowski ;
- Nomenclator Sanctorum professione medicorum, Rome, 1612, in-fol. ; 1621, in-12 ; et Cologne, 1623, in-8°.